# Аггамс, Лесли
Ле́сли А́ггамс (англ. Leslie Uggams, род. 25 мая 1943) — американская актриса и певица, лауреат премий «Эмми» и «Тони», добившаяся наибольшего успеха благодаря участию в бродвейских мюзиклах. На экране она наиболее известна благодаря роли Киззи Рейнольдс в мини-сериале 1977 года «Корни», которая принесла ей номинации на «Эмми» и «Золотой глобус».

## Биография
Лесли Аггамс родилась в Нью-Йорке и училась в Джульярдской школе. Дочь успешного в пятидесятых певца Хилла Джонса, она начала свою карьеру будучи ребёнком с ролей на телевидении.
В 1968 году Аггамс выиграла Премию «Тони» за лучшую женскую роль в мюзикле Hallelujah, Baby!. В следующем году она получила собственное телешоу, став первой афро-американской женщиной-ведущей на национальном телевидении. В семидесятых она сконцентрировалась на актёрской карьере и появилась в кинофильмах «Угонщик самолётов» (1972), «Чёрная девушка» (1972) и «Бедненький Эдди» (1975).
Наибольшим успехом в карьере Лесли Аггамс стала главная роль Киззи в мини-сериале 1977 года «Корни», который имел огромный успех у критиков и зрителей и входит в тройку самых наблюдаемых программ в истории телевидения. Эта роль принесла актрисе номинации на премии «Эмми» за лучшую женскую роль в мини-сериале или фильме и «Золотой глобус» за лучшую женскую роль в телевизионном сериале — драма. Двумя годами позже она снялась в ещё одном крупном мини-сериале — «Закулисье Белого дома».
Начиная с восьмидесятых Аггамс появлялась на экране не регулярно, отдавая предпочтение работе в театре. Она получила ещё одну номинацию на «Тони» за роль в постановке «Король Хедли II» в 2001 году. В 1983 году она выиграла «Эмми» как ведущая ещё одного собственного шоу.
В 2016 году Аггамс вернулась на экраны с ролью в кинофильме «Дэдпул». Следом она была приглашена на роль считавшейся покойной матери Люциуса в прайм-тайм мыльную оперу «Империя».

## Личная жизнь
В 1965 году вышла замуж за своего менеджера Грэма Пратта.

## Избранная фильмография
| Год       |    | Русское название        | Оригинальное название | Роль                 |
| --------- | -- | ----------------------- | --------------------- | -------------------- |
| 1972      | ф  | Угонщик самолётов       | Skyjacked             | Лавджой Уэллс        |
| 1974      | с  | Доктор Маркус Уэлби     | Marcus Welby, M.D.    | Лори Уильямс         |
| 1977      | с  | Корни                   | Roots                 | Киззи Рейнольдс      |
| 1981—1987 | с  | Лодка любви             | The Love Boat         | разные персонажи     |
| 1984      | с  | Частный детектив Магнум | Magnum, P.I.          | Алексис Картер       |
| 1987      | с  | Отель                   | Hotel                 | Аманда Прайс         |
| 1991      | с  | Шоу Косби               | The Cosby Show        | Крис Темпл           |
| 1993      | с  | Другой мир              | A Different World     | доктор Айлин Реддинг |
| 1996      | с  | Все мои дети            | All My Children       | Роуз Кифер           |
| 2011      | с  | Мемфис Бит              | Memphis Beat          | Эстель               |
| 2011      | с  | Хорошая жена            | The Good Wife         | Сюзанн Пакер         |
| 2015      | с  | Сестра Джеки            | Nurse Jackie          | Вивиан               |
| 2016      | ф  | Дэдпул                  | Deadpool              | Слепая Эл            |
| 2016—2020 | с  | Империя                 | Empire                | Ли Уокер             |
| 2018      | ф  | Дэдпул 2                | Deadpool 2            | Слепая Эл            |
| 2019—2022 | с  | Новый Амстердам         | New Amsterdam         | Мама Рейнольдс       |
| 2021      | мс | Гриффины                | Family Guy            | в роли самой себя    |
| 2022      | ф  | Няня                    | Nanny                 | Кэтлин               |
| 2023      | ф  | Американское чтиво      | American Fiction      | Агнес Эллисон        |
| 2024      | ф  | Дэдпул и Росомаха       | Deadpool 3            | Слепая Эл            |